# André-Pierre Gignac
André-Pierre Gignac (født 5. december 1985 i Martigues, Frankrig) er en fransk fodboldspiller, der spiller i Tigres UANL. Tidligere har han spillet for som angriber i Ligue 1-klubben Olympique Marseille. Han kom til klubben i 2010. Han har også spillet for FC Lorient, Toulouse FC, samt på lejebasis hos Pau FC.
I 2009 blev Gignac med 24 mål topscorer i Ligue 1.

## Landshold
Gignac står (pr. 13. september 2013) noteret for 17 kampe og fire scoringer for det franske landshold, som han debuterede for den 1. april 2009 i en VM-kvalifikationskamp mod Litauen. Han var en del af den franske trup til VM i 2010 i Sydafrika.